# Лама Моконьо
Ла̀ма Моко̀ньо (на италиански: Lama Mocogno, на местен диалект la Làma, ла Лама) е малко градче и община в Северна Италия, провинция Модена, регион Емилия-Романя. Разположено е на 842 m надморска височина. Населението на общината е 2827 души (към 2012 г.).